# Turgi
Turgi – dzielnica miasta Baden w Szwajcarii, w kantonie Argowia, w okręgu Baden. Liczba mieszkańców 31 grudnia 2022 roku wynosiła 3010.